# 김하나 (아나운서)
김하나(1984년 6월 8일 ~ )는 대한민국 OBS경인TV의 여성 아나운서였다.

## 이력
충청북도 청주에서 출생하였다. 2008년 대전MBC 아나운서로 입사하였으며, 2012년 OBS경인TV 아나운서로 이적했고, 2017년 11월 OBS 경인TV 아나운서 퇴사하여 프리 랜서 선언을 하였다. 여행과 스쿠버다이빙에 취미가 있다.

## 학력
- 1997년 2월 울산옥동초등학교 졸업
- 2000년 2월 서초중학교 졸업
- 2003년 2월 서울 양재고등학교 졸업
- 2009년 2월 연세대학교 심리학과 학사[1]

## 출연작

### 텔레비전 드라마
- 2008년 MBC 드라마 《에덴의 동쪽》아나운서로 출연했다.
- 2017년 KBS 드라마 《란제리 소녀시대》아나운서로도 출연했었다.

## 진행 프로그램

### OBS
- OBS 오전 9시 뉴스
- OBS 오늘의 월드뉴스
- OBS 뉴스투나잇

## 같이 보기
- 이자연